# Geoffrey Mutai

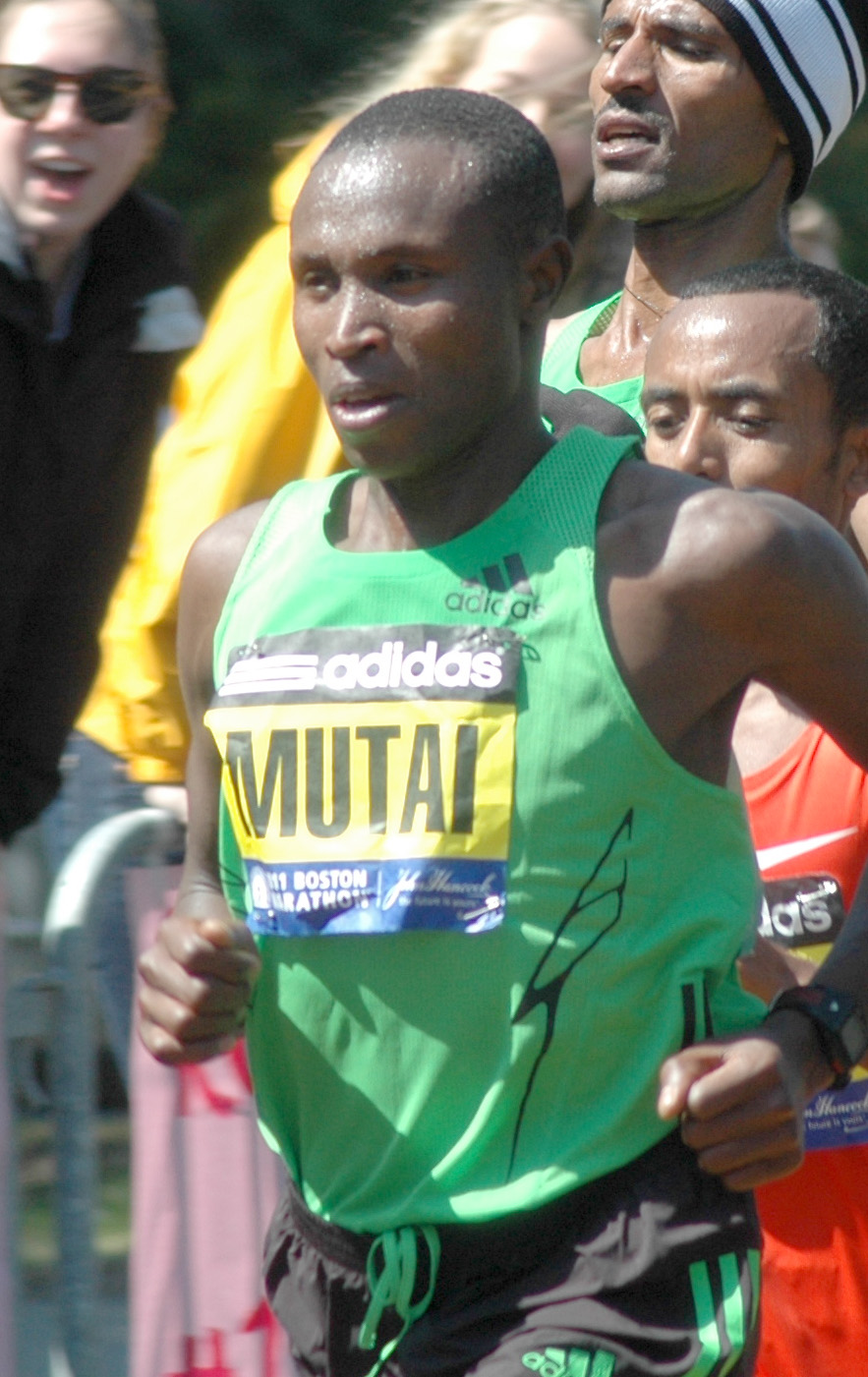
Geoffrey Mutai cán đích nửa đường trong cuộc thi Boston Marathon 2011

Geoffrey Kiprono Mutai (sinh ngày 07 tháng 10 năm 1981 tại Mumberes, huyện Koibatek) là một vận động viên chạy đường dài Kenya, thi đấu trong các cuộc thi chạy đường dài. Ngày 18 tháng 4 năm 2011 tại cuộc đua Marathon Boston, Mutai chạy marathon với tốc độ nhanh hơn nhất bao giờ hết trong một thời gian 2 tiếng 03 phút 02 giây, mặc dù thời gian này sẽ không được công nhận bởi Hiệp hội Quốc tế của Liên đoàn Điền kinh là một kỷ lục thế giới do đường đua Boston không đáp ứng các tiêu chí để đủ điều kiện để đánh dấu. chiến thắng quan trọng khác của anh bao gồm chặng đua Monaco. Anh cũng là một vận động viên nửa marathon mạnh mẽ, với các chiến thắng tại Marathon nửa đường Valencia và Marathon nửa đường RAK, với thời gian chạy 59 phút 30 giây.

## Sự nghiệp
Mutai bắt đầu hoạt động vào năm 1994 trong khi tại trường tiểu học Tuiyotich trong Nakuru. Cậu tốt nghiệp từ trường tiểu học trong năm 1998, nhưng khó khăn tài chính ngăn cản cậu học tiếp trung học. Thay vào đó, cậu làm việc tại một trang trại, nhưng tiếp tục tiếp tục sự nghiệp chạy của mình. Anh đã được chọn để đại diện cho Kenya tại Giải vô địch trẻ thế giới năm 2002, nhưng không thể đi do anh không có giấy khai sinh. Không lâu sau, anh bị thương và gần như bỏ môn chạy. Sau đó, anh đã gia nhập Kapng’entuny Athletics Club ở Eldoret. Trong năm 2007, anh thi đấu marathon lần đầu tiên, kết thúc thứ hai trong buổi khai mạc Kass Marathon ở Eldoret. Tại cuộc đua này, ông đã gặp quản lý hiện tại Gerard Van de Veen Volare thể thao, người cung cấp cho anh ta với cơ hội cạnh tranh ở nước ngoài.
Anh đã giành chiến thắng Monaco Marathon 2008 với thời gian chạy 2:12:40, đánh bại người về nhì là Jacob Kitur. Anh đã giành chiến thắng trong đường đua 10 km Loopfestijn Voorthuizen trong một thời gian kỷ lục 28 phút 05 giây vào tháng 7 năm đó. Anh đã tiến bộ đáng kể ở Marathon Eindhoven, thiết lập một kỷ lục cá nhân tốt nhất mới với thời gian 2:07:50, đó là một kỷ lục và hơn một phút rưỡi so với đối thủ.
Mutai mở năm 2009 với chiến thắng tại giải vô địch 12 km Nam Rift Valley. Anh đã đăng ký Giải đua quốc tế Seoul Marathon, nhưng không thể hoàn tất cuộc đua. Anh chạy Marathon Daegu một tháng sau đó và kết thúc thứ tám tổng thể với một thời gian chạy 02:10:45. Anh trở lại cuộc đua Voorthuizen Loopfestijn một vài tháng sau đó và cải thiện so với kỳ thi trước đó của ông, chạy dưới 28 phút cho lần đầu tiên để thiết lập một mới xuất sắc nhất của 27:39. Anh đã có một chiến thắng thứ hai liên tiếp ở Marathon Eindhoven, tiếp tục cải thiện quá trình đánh dấu và cá nhân tốt nhất của mình với thời gian 2:07:01. Anh đã chiến thắng chặng bán marathon Valencia vào cuối năm 2009, vượt qua vận động viên Kirui Boniface được yêu thích và thiết lập tốt nhất của 59:30 trên khoảng cách bán marathon.